# Křídlo (heraldika)

Otevřené křídlo jako erbovní znak (obec Eisleben Německo)

Půlkřídlo jako erbovní znak (obec Vechigen Německo)

Křídlo, či peruť (německy Flug/Flügel), je označení pro symbol ptačích perutí v heraldice.

## Podoba a užití
Křídlo se v erbech nejčastěji vyskytuje jako druh klenotu. V zásadě se rozlišují pojmy otevřené křídlo, uzavřené křídlo a půlkřídlo.
Jsou-li přilba a roztažená křídla natočena přímo čelem k pozorovateli, pak hovoříme o otevřeném křídle. U uzavřeného (složená) křídla jsou přilba a obě křídla patrná jen z jedné strany nebo jsou lehce nahnutá, přičemž zadní peruť je viditelná jen nepatrně. Je-li vidět pouze jedno křídlo, pak se jedná o půlkřídlo.

## Dračí pařát
Zvláštností ve erbech je vyobrazení dračího křídla. Zde bývá jako samostatný erbovní znak zobrazeno pouze křídlo s dračími pařáty.
|  | Ležící rudé orlí křídlo se zlatým půlměsícem (sponou), vpředu s orlí hlavou natočenou vpravo, vzadu uzavřené jetelovým lístkem (obec Heinsheim Německo) |